# DSA-208
La DSA-208 es una carretera perteneciente a la Red Secundaria de la Diputación Provincial de Salamanca que une la  DSA-210  con la  DSA-206 .
También pasa por la localidad de San Pedro de Rozados.

## Origen y Destino
La carretera  DSA-208  que discurre íntegramente por el término municipal de San Pedro de Rozados, tiene su origen en la intersección con la carretera  DSA-210 , y termina en la intersección con la carretera  DSA-206 , formando parte de la Red de carreteras de Salamanca.